# 氷川町立宮原小学校
氷川町立宮原小学校（ひかわちょうりつ みやはらしょうがっこう）は、熊本県八代郡氷川町今にある公立の小学校。

## 概要
歴史
1873年（明治6年）に創立。現校名となったのは2005年（平成17年）。2023年（令和5年）に創立150周年を迎えた。
校訓
「健・根・信」
校章
桜の花弁を背景にして、中央に校名の頭文字の「宮」の文字を配している。
校歌
作詞は八波則吉（1962年（昭和37年）に職員により一部改定）、作曲は末次貞義による。歌詞は3番まであり、1番の歌詞中に校名を思わせる「宮の原」が登場する。
通学区域
氷川町のうち「宮原・立神・今・早尾・宮原・栫（かこい）」。中学校区は氷川町及び八代市中学校組合立氷川中学校。

## 沿革
- 1873年（明治6年）- 八木田謙友の運営する私塾を「宮原小学校」と改称。
- 1874年（明治7年）- 上宮原村馬場に移転。民家を仮校舎とする。
- 1879年（明治12年）5月 - 上宮原村元・第十二大区事務所跡（当三神宮社僧神蔵寺跡）に移転。
- 1881年（明治14年）
  - 6月 - 今村字室に移転し、校舎を新築。
  - 10月 - 「公立宮原小学校」に改称。
- 1884年（明治17年）- 「公立室小学校」に改称。
- 1887年（明治20年）4月 - 野津村の一部と河原町の連合で運営されている公立水陽小学校と統合の上、尋常科（4年制）を設置し、「尋常宮原小学校」に改称。この時、独立する形で「高等宮原小学校」も設置される。
- 1889年（明治22年）4月1日 - 町村制施行により、八代郡2町（立神・宮原）4村（今・早尾・栫・宮原）の合併により、「宮原町」が発足。
- 1892年（明治25年）- 「宮原尋常小学校」に改称。
- 1901年（明治34年）- 校舎を改築。
- 1908年（明治41年）4月 - 改正小学校令により、尋常科（義務教育年限）が4年制から6年制に改められる。尋常科5年を新設。
- 1909年（明治42年）4月 - 尋常科6年を新設。木造2階建て校舎（4教室）が完成。高等科（2年制）を併置の上、「宮原尋常高等小学校」に改称。
- 1913年（大正2年）8月 - 木造2階建て校舎（6教室）が完成。
- 1918年（大正7年）- 高等科3年を増設。
- 1921年（大正10年）4月 - 高等科3年を廃止し、女子実科実業補習学校を併設。
- 1923年（大正12年）4月 - 実業補習学校を併設。
- 1926年（大正15年）1月 - 講堂兼新校舎が完成。
- 1941年（昭和16年）4月1日 - 国民学校令施行により、「宮原町宮原国民学校」に改称。尋常科を初等科に改める。
- 1947年（昭和22年）4月1日 - 学制改革が行われる（六・三制の実施）。
  - 宮原国民学校初等科は、新制小学校「宮原町立宮原小学校」に改組・改称。
  - 宮原国民学校高等科は、青年学校普通科とともに、新制中学校「宮原町立宮原中学校」に改組・改称。小学校に併設される。
- 1951年（昭和26年）1月 - 併置の宮原中学校が、他村との組合を組織の上、「宮原町外二ヶ村中学校組合立氷川中学校」となる。
- 1962年（昭和37年）10月1日 - 歌詞の一部を改訂。
- 1973年（昭和48年）- 創立100周年記念式典を挙行。
- 2005年（平成17年）10月1日 - 2町（宮原町と竜北町）の合併により、「氷川町」が発足。これに伴い、「氷川町立宮原小学校」（現校名）に改称。

## 交通アクセス
最寄りの鉄道駅
- JR九州 鹿児島本線 「有佐駅」

最寄りのバス停留所
- 九州産交バス「氷川中学校・八代北部地域医療センター前」停留所

最寄りの幹線道路
- 国道3号

## 周辺
- 宮原学童保育所
- 氷川町公民館・宮原体育館
- 肥後銀行宮原支店
- 三宮社
- 八代北部地域医療センター
- HOTEL AZ 熊本八代宮原店